# Nordkaptunnel
Der Nordkaptunnel (norwegisch Nordkapptunnelen) verbindet als Teil der Europastraße 69 die Insel Magerøya, auf der das Nordkap liegt, in der nordnorwegischen Provinz Finnmark mit dem Festland. Sein Planungsname lautete Fatima-Tunnel (norwegisch Fastlandsforbindelse til Magerøya, „Festlandverbindung nach Magerøya“).

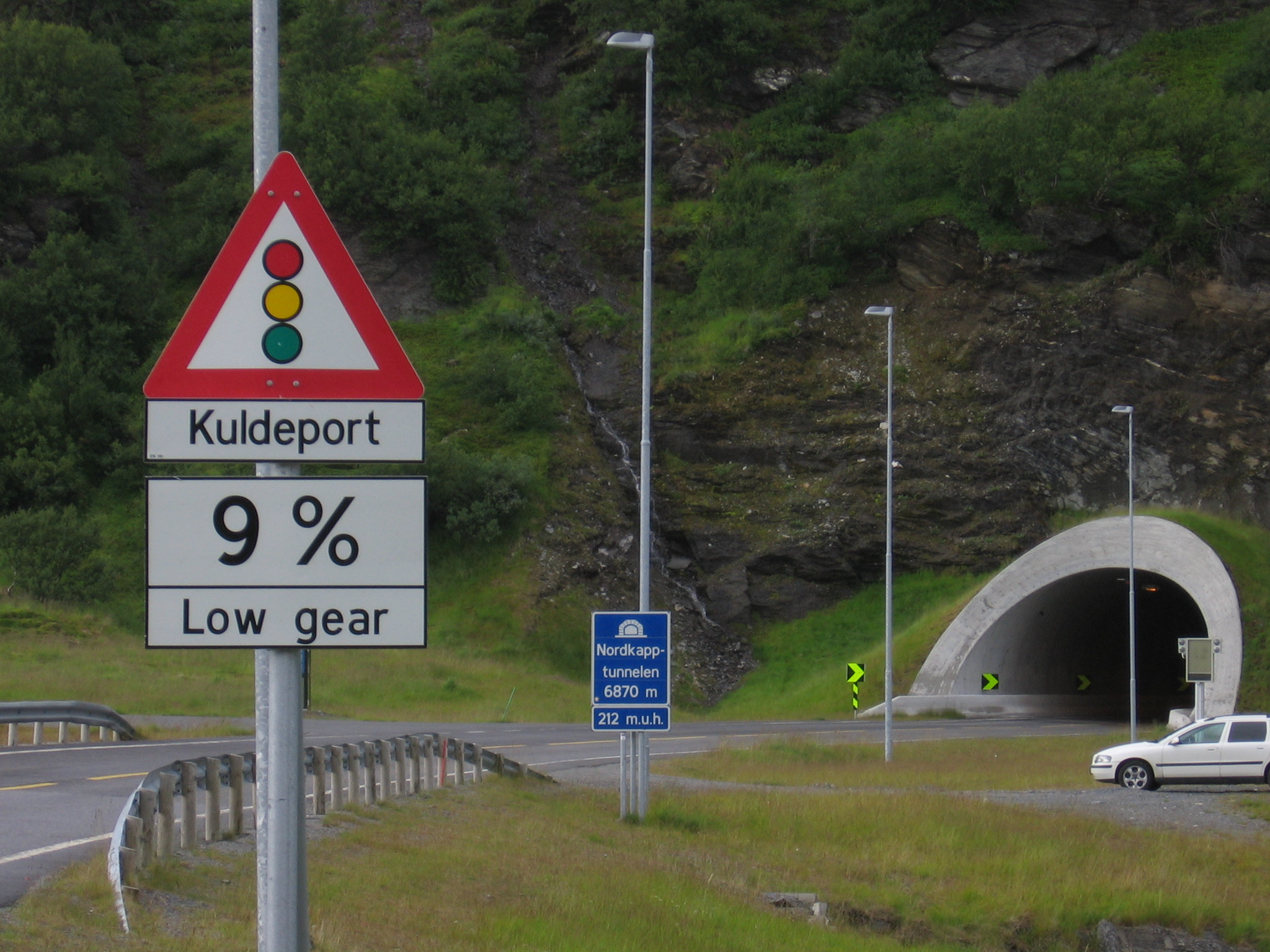
Südliche Einfahrt zum Tunnel

Der Unterwassertunnel ist 6870 Meter lang und liegt an der tiefsten Stelle 212 Meter unter dem Meeresspiegel. Er wurde am 15. Juni 1999 von König Harald V. nach fünfjähriger Bauzeit eröffnet. Die größte Steigung beträgt 10 Prozent. Der Nordkaptunnel ist der längste Straßentunnel in der ehemaligen Provinz Finnmark und war zum Zeitpunkt seiner Fertigstellung der längste Unterwassertunnel Norwegens.

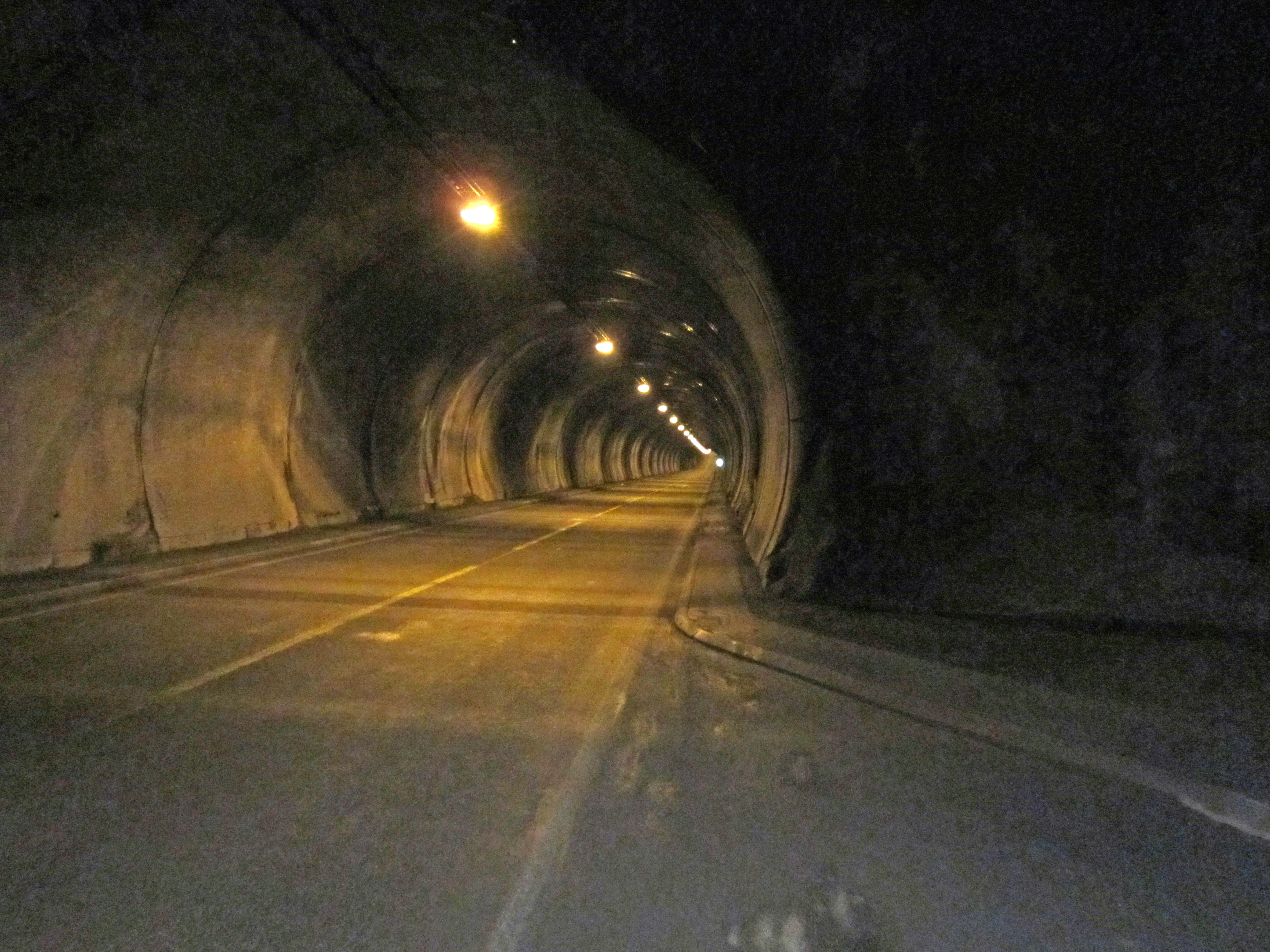
Im Tunnel bei Kilometer 3,0 vom Festland aus

Als Zubringer zum Nordkap hat der Tunnel vor allem Bedeutung für den Tourismus. Da der Tunnel die vor dessen Bau bestehende kostenpflichtige Fährverbindung ersetzt, war für dessen Benutzung eine zeitlich befristete Maut zu entrichten, die dazu diente, die Baukosten von rund einer Milliarde Norwegischer Kronen, etwa 110 Millionen Euro, zu refinanzieren. Die Auslastung und die damit verbundene Refinanzierung des Tunnels verlief erfolgreicher als geplant, so dass die Mautpflicht bereits seit dem 30. Juni 2012 entfiel – zwei Jahre früher als geplant. Die Maut für eine Durchfahrt betrug zuletzt 145 Kronen, etwa 16 Euro, für einen Pkw mit einer Person. Mitfahrer wurden zusätzlich berechnet.
Der Tunnel darf mit dem Fahrrad durchfahren werden. Der kilometerlange Anstieg mit etwa 9 Prozent Steigung ist für die meist mit schwer bepackten Reiserädern fahrenden Fernradler herausfordernd. Es existiert an jeder Seite der Fahrbahn ein erhöhter schmaler Streifen, um das Fahrrad gegebenenfalls schieben zu können.
Um Glatteis durch hereingewehten Schnee zu vermeiden, gibt es an beiden Einfahrten automatische Tore, die sich im Winter ab einer bestimmten Temperatur schließen. Sie öffnen sich, wenn Fahrzeuge einen Detektor passieren.
Der Tunnel verfügt über ein Lüftungssystem aus 36 Ventilatoren, die im Brandfall den Tunnel entrauchen sollen. Außerdem gibt es Notruftelefone und Feuerlöscher, jedoch fehlt Videoüberwachung und eine Löschwasserversorgung im Tunnel. Die Feuerwehr benötigt 20 Minuten Anfahrtszeit von Honningsvåg. Gleichzeitig besteht durch relativ viele Busse und Schwerlastfahrzeuge bei gleichzeitig starker Steigung ein erhöhtes Brandrisiko, weshalb der Tunnel brandschutztechnisch als veraltet gilt.